# Dirk Beinhold
Dirk Beinhold (* 1968 in Berlin) ist ein deutscher Filmproduzent.

## Leben
Dirk Beinhold studierte Politikwissenschaften in Berlin, bevor er als freier Produzent für verschiedene TV-Formate arbeitete und schließlich das als Kult-Magazin bekanntgewordene tip-tv für den ORB (später als Polylux in der ARD) entwickelte.
Von 1994 bis 1996 studierte er als erster Deutscher im renommierten Peter Stark Program Filmproduktion an der USC in Los Angeles und arbeitete als Trainee bei Warner Brothers. Als Creative Executive bei New Regency Productions war er an der Entwicklung und Produktion von Filmen wie Heat, Die Jury, Tin Cup, Mord im Weißen Haus und L.A. Confidential (Academy Award® 1996 für beste Buchadaption) beteiligt.
Von 1996 bis 1998 war er als Stellvertretender Leiter der Eigenproduktion mitverantwortlich für alle deutschsprachigen, fiktionalen Formate der ProSieben Media AG. Von 1998 bis 2001 war Dirk Beinhold Kreativer Leiter Filmproduktion bei Studio Babelsberg und parallel ein Jahr für die UFA Film- und TV-Produktion tätig.
2001 gründete er mit seiner amerikanischen Frau, Vinh Pham-Beinhold, eine international agierende Produktionsfirma, Akkord Film Produktion GmbH, mit Sitz in Berlin und Hamburg. Mit dieser produziert er seitdem deutsche und internationale Kinofilme sowie TV-Eventproduktionen. Seit seinem ersten Animationskinofilm 2012 konzentriert er sich vollkommen auf Animationsfilme und -Serien und hat dabei Akkord Film in wenigen Jahren zu einem Marktführer der europäischen Animationsproduktion entwickelt. 2018 wurde die Produktionsfirma als „Producer of the Year“ nominiert.
Dirk Beinhold sitzt als kooptiertes Vorstandsmitglied im Gesamtvorstand der Deutschen Filmakademie, ist Mitgründer und Sprecher der Animationssektion der Deutschen Filmakademie, ist Mitglied des Fördervereins Kinderfilm, der AG Animationsfilm und war von 2010 bis 2014 Gastprofessor International Co-Productions im Produzentenprogramm der kalifornischen Chapman University in Singapur. Zudem ist er im Sektionsvorstand der Produzentenallianz und vertritt als stellvertretender Vorstandsvorsitzender von Animation in Europe europäische Animationsproduzenteninteressen z. B. bei der EU.

## Filmografie
- 2000: Sumo Bruno (Kino)
- 2004: Kleinruppin Forever
- 2004: Dear Enemy – Mein Freund, der Feind
- 2005: L’avion – Das Zauberflugzeug
- 2008: Afterwards
- 2009: Claudia – Das Mädchen von Kasse 1 (Fernsehfilm)
- 2010: Ben Hur (Fernsehfilm) zusammen mit David Wyler[4]
- 2012: Der kleine Rabe Socke[5]
- 2015: Der kleine Rabe Socke 2 – Das große Rennen
- 2016–2017: Der kleine Rabe Socke (Fernsehserie)
- 2017: Die Häschenschule – Jagd nach dem Goldenen Ei
- 2019: Der kleine Rabe Socke – Suche nach dem verlorenen Schatz
- 2020: Die Heinzels – Rückkehr der Heinzelmännchen
- 2020–2021: Petronella Apfelmus – Die Serie (Fernsehserie)
- 2022: Die Häschenschule – Der große Eierklau
- 2024: Die Heinzels – Neue Mützen, neue Mission

## Auszeichnungen und Ehrungen
- 2002: Sundance/NHK International Filmmakers Award Best European Screenplay für „Dear Enemy“ (unter dem Titel „Bleating of the Sheep“)
- 2004: Publikumspreis „Ein Schreibtisch am Meer“ des Internationalen Filmfest Emden für „Kleinruppin Forever“
- 2005: Kinderpublikumspreis der Stuttgarter Filmtage für „L’avion – Das Zauberflugzeug“
- 2005: Lucas Award des Internationalen Kinderfilmfestivals Frankfurt a. M. für „L’avion – Das Zauberflugzeug“
- 2010: Gemini Award für die besten „Visual Effects“ für „Ben Hur“
- 2017: „Die Häschenschule – Jagd nach dem goldenen Ei“ im Berlinale-Wettbewerb Generation K+
- 2017: Der weiße Elefant als bester Animationsfilm für „Die Häschenschule – Jagd nach dem goldenen Ei“
- 2020: Best Animated Feature Film beim Chicago International Children’s Film Festival für „Die Heinzels – Rückkehr der Heinzelmännchen“
- 2020: Bester Film in der Altersgruppe „Elements 6+“ beim Giffoni International Film Festival für „Die Heinzels – Rückkehr der Heinzelmännchen“
- 2020: Bayerischer Filmpreis „Bester Animationsfilm“ für „Die Heinzels – Rückkehr der Heinzelmännchen“